# Classe Joessel
Pour les articles homonymes, voir Joessel.

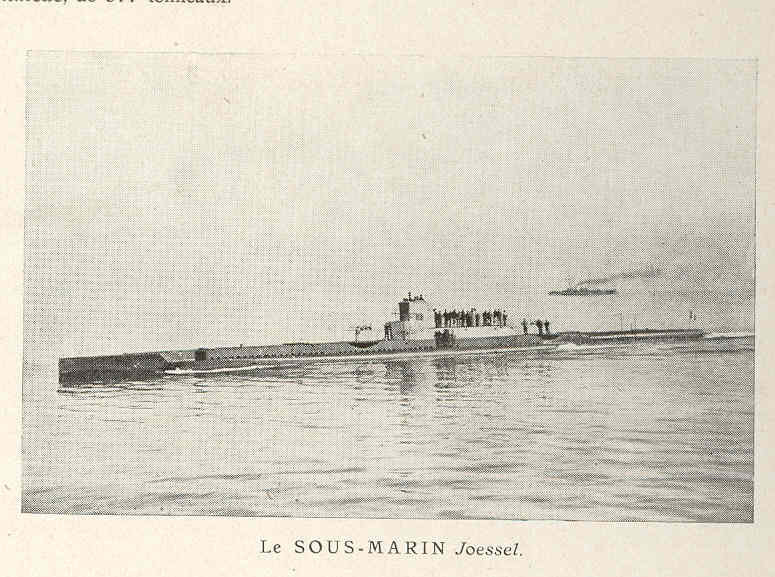
Le navire de tête Joessel.

La classe Joessel est un type de sous-marins d'attaque conventionnels (propulsion Diesel-électrique), construits pour la Marine nationale française. Commandés avant le début de la Première Guerre mondiale, ils n'ont été achevés qu'après le conflit. Les 2 sous marins de cette classe ont été construits dans l'arsenal de Cherbourg entre 1913 et 1919, lancés en 1919, ils sont entrés en service dans la marine française en 1920, et ont servi jusqu'en 1936.

## Conception
La classe Joessel est commandée dans le cadre du programme 1914 de la flotte française. Les navires ont été conçus par Jean Ernest Simonot, comme une évolution de son projet précédent, le Gustave Zédé, utilisant deux turbines à vapeur Parsons d'une puissance de 2000 ch (1491 kW). Toutefois, en cours de construction l'idée a été abandonnée et les navires ont plutôt été équipés de moteurs Diesel,,
Ces sous-marins avaient un déplacement de 870 tonnes en surface et 1 247 tonnes en immersion. Leurs dimensions étaient de 74 mètres de long, 6,4 m de section transversale et un tirant d'eau de 3,62 mètres en surface. Leurs deux arbres de transmission étaient actionnés  en surface par deux moteurs Diesel construits par Schneider-Carel, avec une puissance totale combinée de 2 700 ch (2 013 kW), et en plongée par deux moteurs électriques qui produisaient ensemble 1 640 ch (1 220 kW). Leur vitesse maximale était de 16,5 nœuds (soit 30,6 kilomètres par heure) en surface et 11 nœuds (soit 20 km/h) en immersion. Le rayon d'action était de 4 300 milles marins (8 000 kilomètres) à une vitesse de croisière de 10 nœuds (19 km/h) en surface, et 125 milles marins (232 km) à une vitesse de 5 nœuds (9,3 km/h) en plongée. L'équipage était de 47 hommes,,.
Ces navires étaient armés de huit tubes lance-torpilles de 450 mm (quatre tubes à l'avant, deux à l'arrière et deux tubes extérieurs orientables), avec un emport total de 10 torpilles. En surface, ils pouvaient également utiliser leurs deux canons de 75 mm,,.

## Unités
Deux sous-marins de classe Joessel sont construits à l'arsenal de Cherbourg : le navire de tête Joessel (Q109) et le Fulton (Q110). Leur quille a été posée en novembre 1913, ils ont été lancés entre 1917 et 1919 et achevés en 1920. Il était prévu de construire six navires supplémentaires de ce type, numérotés Q115 à Q120, mais la commande a été annulée au cours de la Première Guerre mondiale.
| sous-marins de classe Joessel |               |                 |              |                  |
| Nom                           | Posé          | Lancé           | Terminé      | Fin de service   |
| Joessel (Q109)                | Novembre 1913 | 21 juillet 1917 | Février 1920 | Rayé en mai 1936 |
| Fulton (Q110)                 | Novembre 1913 | 1er avril 1919  | Juillet 1920 | Rayé en mai 1936 |